# Кошутане
Кошутане (алб. Koshutan) је насељено место у општини Пећ, на Косову и Метохији. Према попису становништва из 2011. у насељу је живело 6 становника.

## Становништво
Према попису из 2011. године, Кошутане има следећи етнички састав становништва:
| Националност | 2011.      |
| Албанци      | 6 (100,0%) |
| Укупно       | 6          |

| Демографија | Демографија | Демографија |
| Година      | Становника  | Становника  |
| ----------- | ----------- | ----------- |
| 1948.       | 270         |             |
| 1953.       | 296         |             |
| 1961.       | 322         |             |
| 1971.       | 423         |             |
| 1981.       | 247         |             |
| 1991.       | 169         |             |
| 2011.       | 6           |             |